# Megachile tutuilae
Megachile tutuilae là một loài Hymenoptera trong họ Megachilidae. Loài này được Perkins & Cheesman mô tả khoa học năm 1928.